# Defensive tackle

Un defensive tackle, plaqueur défensif au Canada, est un joueur de football américain ou de football canadien évoluant au sein de l'escoudade défensive, plus précisément au sein de la ligne défensive.

## Qualités
Ces joueurs au gabarit impressionnant doivent cumuler deux qualités : la force physique et la vitesse. Ils sont généralement plutôt grands (entre 1,85 m et 1,95 m) et lourds (entre 135 kg et 160 kg), beaucoup plus que leurs partenaires de la ligne défensive, les defensive ends. Ils se doivent en effet de concurrencer au niveau physique leurs adversaires directs de la ligne offensive, les offensive guards.

## Rôles

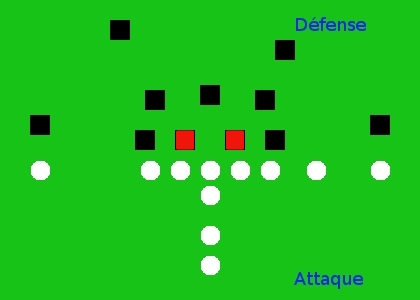
Position des defensive tackles (en rouge) dans un schéma de jeu classique au football américain, défense type 4-3 (4 defensive linemen et 3 linebackers)

Comme leurs partenaires de ligne défensive, ils doivent défendre sur deux plans : la course et la passe. Mais, pour compléter l'œuvre de leurs partenaires, ils sont plus spécialisés dans la défense contre la course. Pour cela, ils se servent principalement de leur force physique dans la « guerre de tranchée » avec les joueurs de ligne offensive. Étant situés au centre de la ligne offensive, ils sont plus performants pour arrêter les courses plein centre. Leur rôle principal est alors de combler le trou occupé par le centre pour éviter une course facile du running back ; les joueurs de ligne défensive sont en effet moins nombreux que ceux de ligne offensive. Ils réalisent un grand nombre de sacks, tout comme les defensive ends et les linebackers.
Quand la base de la défense est une 3-4 (trois joueurs sur la ligne défensive et quatre linebackers). Dans cette configuration, le joueur placé au centre de la ligne défensive est appelé nose tackle.